# Банан заострённый
Бана́н заострённый (лат. Músa acumináta) — многолетнее травянистое растение, вид рода Банан (Musa) семейства Банановые (Musaceae). Является родоначальником современных съедобных бананов (как и Musa balbisiana). Человек начал культивировать банан более 8000 лет назад; это один из ранних примеров одомашнивания растений. Происходит из Юго-Восточной Азии.

## Описание
Банан заострённый был впервые описан итальянским ботаником Луиджи Коллой в книге «Записки Королевской академии наук в Турине» (итал. Memorie della Reale Accademia delle Scienze di Torino) (1820).
Хотя другие авторы публиковали ряд имен для этого вида (например, Линней использовал название Musa sapientum, которое теперь используется для гибрида Musa acuminata и Musa balbisiana), публикация Колла — самая первая и, таким образом, согласно правилам Международного кодекса ботанической номенклатуры, имеет приоритет по сравнению со всеми прочими названиями. Также Колла был первым авторитетом, который распознал, что оба вида, и Musa acuminata, и Musa balbisiana, были дикими предками современного культурного банана — банана райского (Musa × paradisiaca).

## Распространение
Юго-Восточные тропики Азии: Индо-Малайская область от Ассама, Бирмы, полуострова Индокитай, Малакки до Австралии. Культивируемые виды от Южного Китая, Индии до Австралии. В Америке, вероятно, появился задолго до Колумба.